# Lothar Zoller
Lothar Zoller (* 8. September 1931 in Berlin) war ein deutscher Eishockeyspieler und Sportjournalist. Für seine Verdienste um das deutsche Eishockey wurde er in der Hockey Hall of Fame Deutschland aufgenommen.

## Leben
Zoller absolvierte eine Zimmermannslehre. Später studierte er Journalistik.

### Eishockeyspieler
Zoller spielte in seiner Jugend beim Berliner Schlittschuhclub. Ab 1952 spielte er bei Einheit Berlin in der DDR-Oberliga. Beste Platzierung waren die Vizemeisterschaften 1956 und 1957.
1952 hatte Zoller seinen ersten Einsatz in der Nationalmannschaft der DDR. 1956 wurde er für die (inoffizielle) B-Weltmeisterschaft nominiert und gewann mit der Mannschaft den Titel. 1957 nahm er an der A-Weltmeisterschaft teil; die Mannschaft beendete das Turnier auf dem 5. Platz. Insgesamt absolvierte er 25 Länderspiele.

### Journalist
Direkt nach seiner Spielerkarriere wechselte Zoller zum DDR-Fernsehen. Er berichtete insbesondere von Eishockey-Weltmeisterschaften und olympischen Turnieren. Er schrieb Sportfilme und entwickelte Sportunterhaltungssendungen für das Fernsehen.
Nach der Wende war Zoller als Pressesprecher der Eisbären Berlin tätig. Zudem arbeitete er unter anderem für RTL und den SID.
Er schrieb für das DDR-Fernsehen zwei Kriminalfilme und schrieb einige Krimis.

## Filmografie
- 1965: Schlafwagen Paris–München (Fernsehfilm)